# Ana Paula Arósio
Ana Paula Arósio (São Paulo, 16 de julio de 1975) es una actriz y modelo brasileña.

## Carrera
A los 12 años de edad, un publicista la «descubrió» en un supermercado y le propuso trabajar como modelo.
Su primer trabajo fue hecho para la agencia brasileña Stilo, con el fotógrafo Paulo Sadão. En 1989, Arósio se mudó a Japón para trabajar como modelo.
Después de aparecer en cientos de portadas de revistas y ser protagonista en varios comerciales de televisión, a los 18 años participó como actriz en la película ítalobrasileña Forever, del director Walter Hugo Khouri, con el actor estadounidense Ben Gazzara.
Al año siguiente (1994) aceptó la invitación para hacer un cameo en la telenovela Éramos seis en SBT. En el mismo canal actuó en la telenovela Razão de Viver (1996), y en Os Ossos do Barão (1997).
En 1996 vivió en Italia durante seis meses.
Durante este período, trabajó en la obra de teatro Batom (‘lápiz labial’, de 1995), y en un montaje de Fedra (en 1997). Su actuación en este trabajo llamó la atención del director Wolf Maya, quien la invitó a protagonizar la miniserie Hilda Furacão (1998). Para el papel de la prostituta que se enamora de un joven fraile, el director quería a alguien desconocido para el público. Sin embargo, Ana Paula Arósio todavía era parte del elenco contratado por el canal SBT. Un acuerdo entre los dos canales permitió que la actriz representara ese personaje, cuyas escenas se rodaron en solo tres meses. Con un exitoso debut en el canal Globo, se lanzó a la fama, fue elogiada, recibió más reconocimientos por su trabajo, y ganó varios premios, incluyendo el Mejor del Año - Domingão do Faustão, en la categoría Revelación del Año.
Ana Paula también ha logrado el reconocimiento como la chica del cartel de propaganda de la empresa de telecomunicaciones Embratel, convirtiéndose en la «cara» de la empresa en varios comerciales de televisión, en los que decía la frase: «Faz um 21» (‘¡haz un 21!’).
Su primer trabajo como actriz exclusiva de TV Globo pasó al año siguiente en Terra Nostra, de 1999.
La novela describía la llegada de los inmigrantes italianos a Brasil y su influencia en la sociedad brasileña a comienzos del siglo XIX. En la trama, Arósio representó a la protagonista Giuliana, pareja romántica de Matteo (representado por Thiago Lacerda).
En 2001 protagonizó la miniserie de Os Maias (‘los Maia’), reprentando a María Eduarda Maia, ue se enamora de su hermano, interpretado por el actor Fábio Assunção. En 2002 trabajó en la novela Esperança, donde representó a la joven judía Camilli ―su primera villana―, cuyo comportamiento se alejaba de las normas de su religión y de la sociedad paulista de los años treinta. En ese año trabajó en la obra de teatro más importante de su carrera, Casa de bonecas (Casa de muñecas, de Ibsen).
en la que también trabajó como productora.
En 2004, encarnó Yolanda Penteado en la miniserie Um só coração (‘un solo corazón’), que se produjo para conmemorar el 450.º (cuadringentésimo quincuagésimo) aniversario de la fundación de la ciudad de São Paulo. Ese año ganó el premio a la «mejor actriz secundaria» por la película Celeste & Estrela, en el Tercer Festival de Cine de Varginha.
En 2005 volvió a representar la pareja romántica de Fábio Assunção, para protagonizar la miniserie Mad María, del canal Globo. Sus escenas fueron filmadas en el norte de Brasil y en Passa-Quatro (estado de Minas Gerais), y mostraron la construcción del ferrocarril Madeira-Mamoré, en 1912. Ese mismo año, actuó en la película O Coronel e o Lobisomem.
Su primera telenovela contemporánea se produjo en 2006, con Páginas de la vida.
Hasta entonces, solo había trabajado en producciones de época. En 2007, fue elegida el nuevo rostro de las publicidades de Avon.
En 2008 trabajó en la telenovela Ciranda de Pedra.
En la trama interpretó a Laura, una mujer que sufría de trastornos emocionales, madre de tres niñas: la astuta Octavia, la religiosa Bruna y la romántica Virginia.
En 2010 filmó la película Cómo esquecer y participó en la miniserie Na Forma da Lei (‘en la forma de la ley’), con Luana Piovani y Márcio García.
Ganó tres veces el trofeo Imprensa en la categoría «revelación del año», como Hilda en la telenovela Hilda Huracán (en 1998), en la categoría «mejor actriz», como la italiana Giuliana en Terra Nostra (en 1999) y en la categoría «mejor actriz» por la judía Camille en Esperança (en 2002).
En 2010 fue convocada para protagonizar la telenovela Insensato corazón (‘corazón necio’).
En octubre de 2010 la actriz abandonó el elenco antes incluso de que comenzasen las grabaciones en Florianópolis. Fue sustituida por la actriz Paola Oliveira.
Según el canal Globo, Arósio faltaba a las grabaciones, por lo que fue desvinculada de la producción.
El 20 de diciembre de 2010, la actriz puso fin a su contrato con Globo. Este hecho se hizo público un mes después.
Sorpresivamente, el 5 de noviembre de 2015 la actriz ha retornado a la pantalla grande, al ocupar uno de los papeles principales en la película A floresta que se move. Tal filme está basado en la obra Macbeth, de Shakespeare, y está protagonizado por el actor Gabriel Braga Nunes.

## Vida personal
Tuvo su primera relación a los 16 años, con un joven de 27 años. En 1996, a los 21 años, pocos días antes de casarse con el empresario Leonardo Luiz Carlos Tjurs, él tuvo un violento ataque de celos porque creía que la actriz lo había traicionado con su pareja anterior, el empresario Luiz Simonsen, con quien la actriz estuvo durante cerca de seis meses en 1992. Tjurs, de 29 años, se pegó un tiro en la boca delante de ella.
En abril de 1997 comenzó una relación con el actor Tarcisio Hijo, a quien conoció durante el rodaje de Os ossos do barão y con quien permaneció durante dos años, hasta abril de 1999. En septiembre de 1999 se involucró con el actor Marcos Palmeira. Se conocieron en los pasillos de la Red Globo y la relación duró un año y medio, hasta febrero de 2001. Entre noviembre de 2001 y marzo de 2002, Ana Paula salió con el actor Michel Bercovitch, con quien compartió el escenario en la obra Casa de muñecas.
Tras el final de la relación tuvo un breve romance con el asistente de producción Leonardo Miranda, a quien conoció en las grabaciones de la telenovela Esperança. La relación duró menos de dos meses, y finalizó en octubre de 2002 después de una discusión en el estacionamiento Projac en Río de Janeiro. En julio de 2004 la actriz se enamoró del director de televisión Ricardo Waddington. El romance terminó después de ocho meses, en febrero de 2005 continuaron viéndose en las grabaciones de la miniserie Mad María. De abril a junio de 2005, la actriz se involucró con el piloto Remo Tellini. De abril a julio de 2006 se enamoró del fotógrafo Pablo de Souza.
A finales de julio de 2006 conoció al jugador de polo João Paulo Ganon en el set de la telenovela Páginas de la vida, cuando Ganon le daba clases de equitación al actor Edson Celulari. Tenían en común una pasión por los caballos ya que Ana Paula es dueña de una granja de caballos. En agosto de 2006 empezaron a convivir y en febrero de 2008 se separaron. Después, en agosto de 2008, la actriz se enamoró del cirujano Fábio Henrique Rossi, hasta enero de 2009.
En abril de 2009 comenzó a salir con el arquitecto Henrique Pinheiro, a quien conoció a través de su pasión en común, la equitación.
Se casó con él en una pequeña ceremonia en su casa, en el municipio de Santa Rita do Passa Quatro, a 255 km de São Paulo, el 16 de julio de 2010, el día de su cumpleaños 35.
Desde entonces, la actriz abandonó su carrera y decidió vivir recluida en su casa.

Puede ser que un día me decida a volver. No sé. Pero por ahora no pienso volver al trabajo, no.
Ana Paula Arósio

## Filmografía

### Televisión

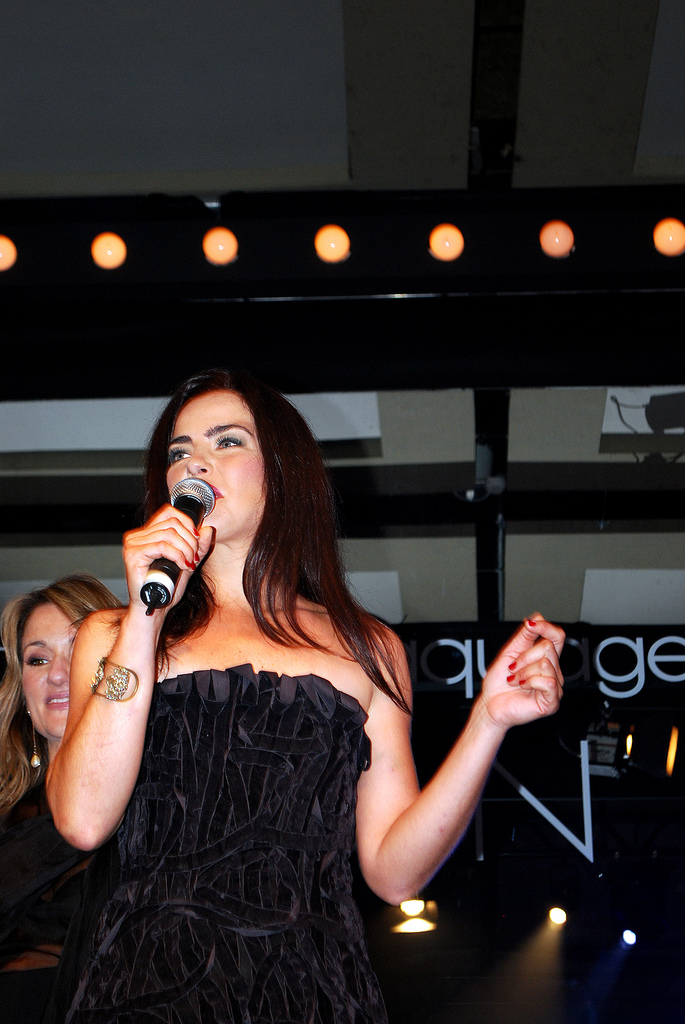
Ana Paula Arósio en un evento de la empresa Avon en 2009.

- 1994: Éramos seis, como Amanda Santos.
- 1996: Razão de Viver, como Bruna Loureiro.
- 1997: Os Ossos do Barão, como Isabel Taques-Redon.
- 1998: Hilda Furacão (Hilda Huracán), como Hilda, el Huracán.
- 1998: Mulher (‘mujer’), como María.
- 1998: Você Decide (‘tú decides’), como Madalena Lena.
- 1999: Terra Nostra (‘tierra nuestra’), como Giuliana.
- 2001: Os Maias (Los Maia), como Maria Eduarda da Maia.
- 2001: Brava Gente, como Madalena.
- 2001: Os Normais, como Carminha o Carmem.
- 2002: Tierra Esperanza, como Camille Salvatorre.
- 2003: Celebridad, como Alice (participación especial).
- 2004: Um Só Coração, como Yolanda Penteado.
- 2005: Mad Maria, como Consuelo.
- 2006: Páginas de la vida, como Olívia Martins de Andrade.
- 2007: Casseta & Planeta, Urgente!, como varios personajes.
- 2008: Ciranda de Pedra, como Laura Toledo Silva Prado.
- 2010: Na Forma da Lei, como Ana Beatriz.

### Cine
- 1991: Per Sempre, como Berenice.

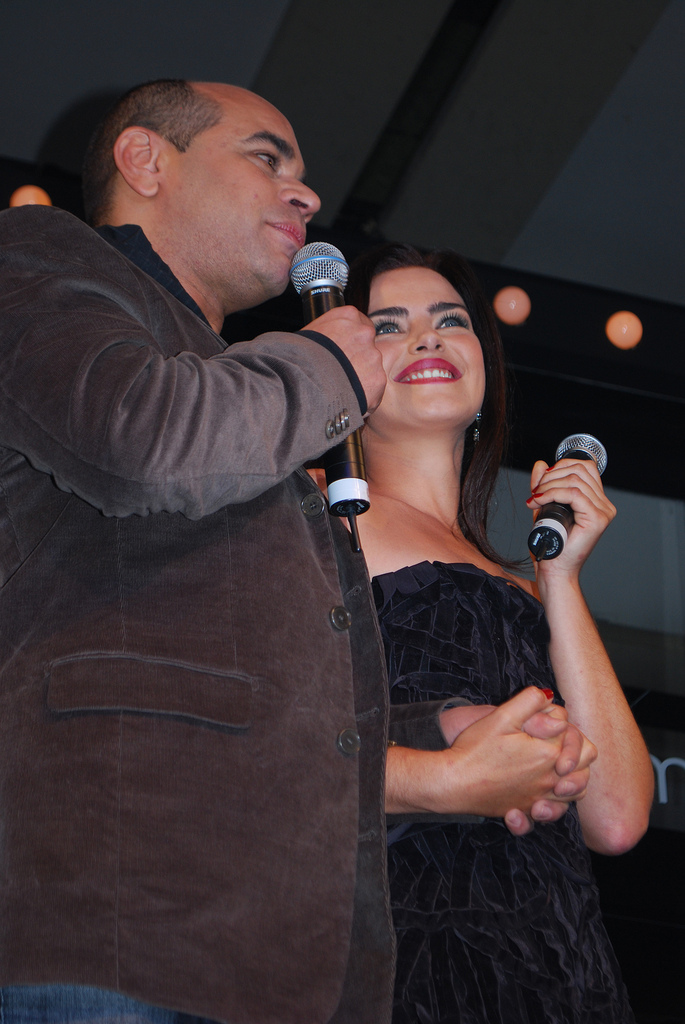
Ana Paula Arósio en un evento de la empresa Avon en 2009.

- 2001: Os Cristais Debaixo do Trono, como Lara.
- 2005: Celeste e Estrela (Celeste and Estrela), como la recepcionista del aeropuerto.
- 2005: O Coronel e o Lobisomem (‘el coronel y el Luisón’), como la prima Esmeraldina.
- 2009: Garibaldi em America (Garibaldi en América), como Anita Garibaldi.
- 2010: Como Esquecer (‘cómo olvidar’), como Julia.
- 2015: A floresta que se Move, como Clara

### Teatro
- 2002: Casa de bonecas (Casa de muñecas), Nora Helmer
- Diário secreto de Adão e Eva (‘el diario secreto de Adán y Eva).
- Harmonia em negro (‘armonía en negro’).
- Fedra
- Batom (‘lápiz de labios’).

## Premios
| Año  | Premio                              | Categoría               | Obra                    | Resultado |
| ---- | ----------------------------------- | ----------------------- | ----------------------- | --------- |
| 1998 | Troféu Imprensa                     | Revelación del año      | Hilda Furacão           | Ganador   |
| 1999 | Troféu Imprensa                     | Mejor actriz            | Terra Nostra            | Ganador   |
| 2002 | Troféu Imprensa                     | Mejor actriz            | Esperança               | Ganador   |
| 2004 | Tercer Festival de Cine de Varginha | Mejor actriz de reparto | Celeste & Estrela       | Ganador   |
| 2005 | Prêmio Contigo (Brasil)             | Mejor actriz secundaria | O Coronel e o Lobisomem | Ganador   |